# Green (Steve Hillage)
Green è il quarto album del musicista progressive rock Steve Hillage. Inizialmente registrato a Dorking, Surrey, poi sovrainciso e missato a Londra, fu prodotto da Nick Mason e dall'autore. Venne pubblicato dalla Virgin Records nel 1978 (numero di catalogo V2098). L'edizione rimasterizzata del CD del 2007, pubblicata dalla Virgin con il numero di catalogo CDVR2098, contiene 4 bonus tracks.

## Tracce
Lato A
1. Sea Nature – 6:43
2. Ether Ships – 5:02
3. Musick of the Trees – 4:53
4. Palm Trees (Love Guitar) – 5:19

Lato B
1. Unidentified (Flying Being)  – 4:30
2. U.F.O. over Paris – 3:11
3. Leylines to Glassdom – 4:06
4. Crystal City – 3:36
5. Activation Meditation – 1:03
6. The Glorious Om Riff – 7:46

Bonus track per l'edizione CD (2007)
1. Unidentified (Flying Being) – Live a Glastonbury 1979
2. Not Fade Away (Glid Forever) – Live al Rainbow Theatre 1977
3. Octave Doctors – Live a Glastonbury 1979
4. Meditation of the Snake [alternative mix]

## Musicisti
- Steve Hillage – voce, chitarra elettrica e sintetizzatori
- Miquette Giraudy – sintetizzatore, vocoder e voce
- Curtis Robertson Jr – basso elettrico
- Joe Blocker – batteria

nei bonus tracks:
- Andy Anderson – batteria (live a Glastonbury)
- Paul Francis – basso (live a Glastonbury)
- Dave Stewart – chitarra ritmica e glissando (live a Glastonbury)
- Clive Bunker – batteria (live al Rainbow)
- Colin Bass – basso (live al Rainbow)
- Christian Boule – chitarra ritmica e glissando (live al Rainbow)
- Phil Hodge – tastiere (live al Rainbow)
- Basil Brooks – sintetizzatore (live al Rainbow)

## Produzione e contributi tecnici
- Produzione: Nick Mason e Steve Hillage
- Ingegnere del suono: John Wood
- Coordinazione e ricerche per la pubblicazione del 2007: Mark Powell
- Compilazione della pubblicazione del CD del 2007: Steve Hillage and Mark Powell